# Warren B. Hamilton
Pour les articles homonymes, voir Hamilton.
Warren B. Hamilton est un géologue américain né le 13 mai 1925 et mort le 26 octobre 2018.
Il a notamment travaillé à l'Institut d'études géologiques des États-Unis.
Il a été membre de l'Académie nationale des sciences.